# Mesenia

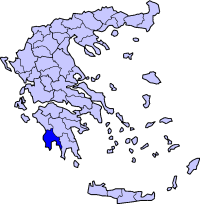
Współczesna prefektura Mesenii

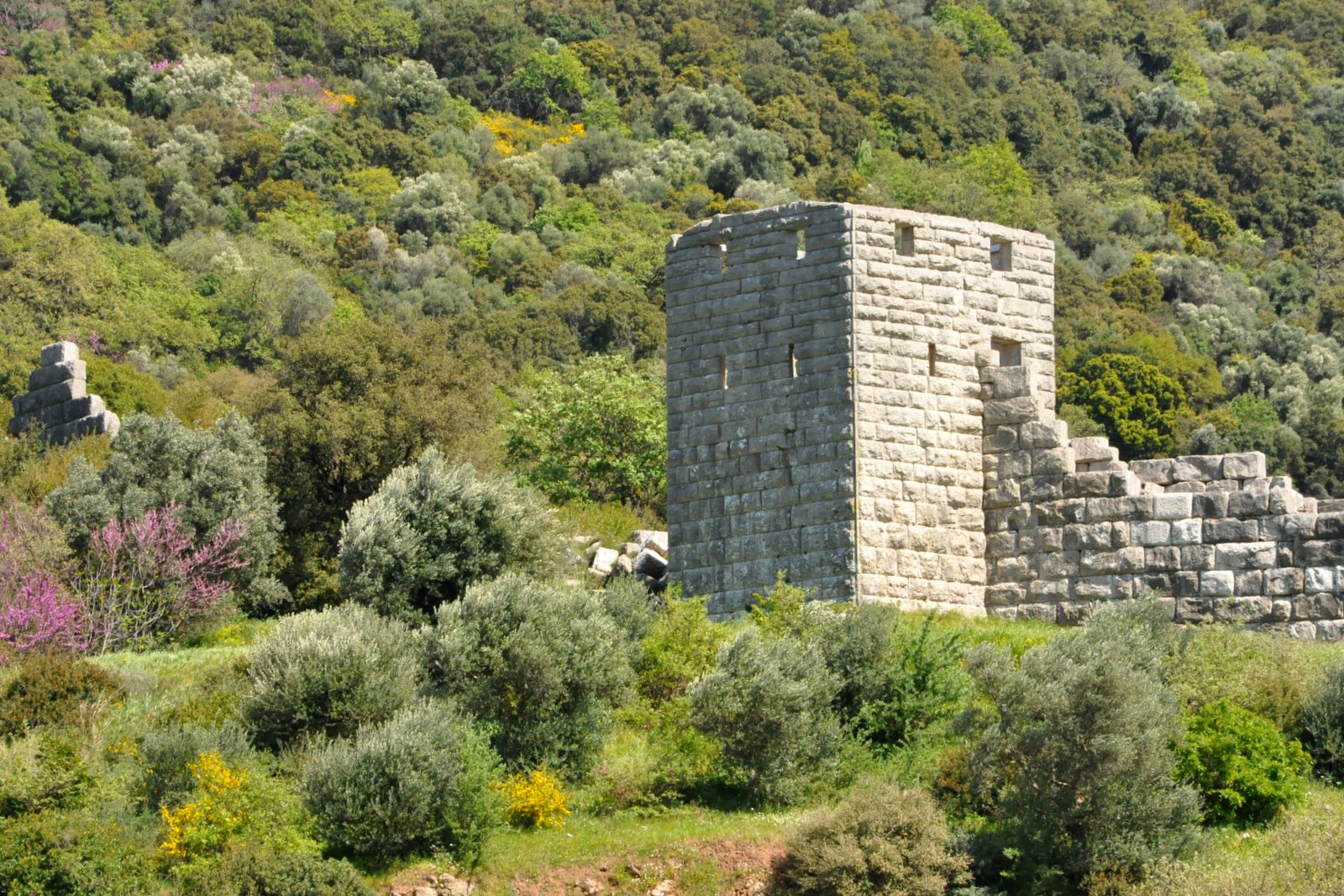
Fragment starożytnych fortyfikacji Messini

Mesenia, Messenia (gr. Μεσσηνία - Messinia) – kraina historyczna w starożytnej Grecji w południowo-zachodniej części Półwyspu Peloponeskiego. Słynie z żyznej ziemi oraz ze swej marki oliwek Kalamatas, najwyższej jakości.

## Nomos
Mesenia do końca 2010 roku była prefekturą w Republice Greckiej ze stolicą w Kalamacie w regionie administracyjnym Peloponez. Graniczyła od wschodu z prefekturą Lakonii, od północnego wschodu z prefekturą Arkadii (obydwie z regionu Peloponez), od północy z prefekturą Elidy (region Grecja Zachodnia). Prefektura Mesenia zajmowała powierzchnię 2991 km², zamieszkiwało ją około 180,2 tys. ludzi (stan z roku 2005). 

## Historia

### Starożytność
W okresie mykeńskim znajdował się tam ważny ośrodek tej cywilizacji - Pylos, według Homera siedziba Nestora. W okresie archaicznym Mesenia została podbita przez Spartę w połowie VII wieku. p.n.e. (zobacz: wojny meseńskie). Niepodległość przywrócił jej w 369 p.n.e. Epaminondas, który dążył do osłabienia pozycji Sparty. Mesenia utraciła niepodległość w 146 p.n.e. na rzecz Republiki rzymskiej.
Meseńczyków opiewał w swym poemacie epickim cytowany przez Pauzaniasza Eumelos z Koryntu.

### II wojna światowa
W okresie II wojny światowej, w dniach 13-16 września 1944, w Mesenii doszło do krwawej, bratobójczej bitwy, stoczonej wokół miasteczka Meligalas przez lewicowych, republikańskich partyzantów ELAS oraz lokalny garnizon Batalionów Bezpieczeństwa - także formacji greckiej, jednak hitlerowskiej. Hitlerowców pokonano, a następnie także rozstrzelano. Pamięć tych wydarzeń i następujących po nich kolejnych, wielokrotnych aktów masowej zemsty obu stron jeszcze przez następne ponad pół wieku poważnie dzieliła greckie społeczeństwo, nie tylko w Meligalas.

## Turystyka
Do atrakcji turystycznych Mesenii należą ruiny miasta Messini (gr. Μεσσήνη), z zachowanymi do dziś dużymi fragmentami fortyfikacji. Przez częściowo zrekonstruowaną bramę z okresu rzymskiego swobodnie przejechać mogą nawet duże autobusy turystyczne. Jest to nie tylko dozwolone, lecz nawet zostało zaaranżowane architektonicznie, w formie dodatkowego fragmentu szosy. W odległej o 2 km miejscowości (także leżącej na terenie starożytnego miasta Mesini) działa niewielkie, państwowe muzeum archeologiczne, z makietą - rekonstrukcją funkcjonującego niegdyś, w tym miejscu, starożytnego zespołu Asklepiosa (pełniącego funkcje zespołu opieki zdrowotnej) oraz z interesującą kolekcją rzeźb i ceramiki, pochodzących z okresu klasycznego i rzymskiego.